# Łysomice
Pour les articles homonymes, voir Łysomice.
Łysomice est un village de Pologne situé en Couïavie-Poméranie, dans le gmina (commune) de Łysomice.
Plaque d'immatriculation : CTR.

## Géographie

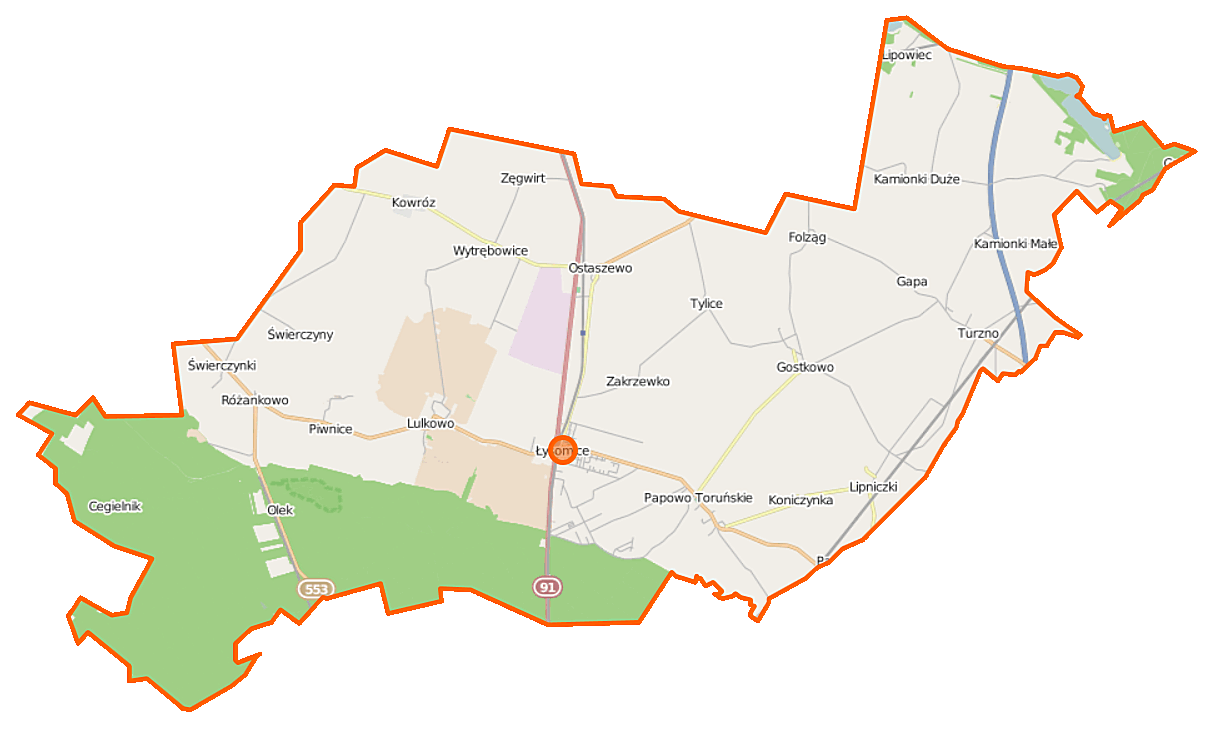
Carte de la gmina de Łysomice.

## Histoire
De 1818 à 1920, Lissomitz fait partie de l'arrondissement de Thorn (de) dans le district de Marienwerder au sein de la province de Prusse-Occidentale.